# Кружилівка
Кружи́лівка (в минулому — Божедарівка, Ново-Божедарівка) — село в Україні, у Сорокинській міській громаді Довжанського району Луганської області. Населення становить 199 осіб.

## Географія
Географічні координати: 48°34' пн. ш. 39°47' сх. д. Часовий пояс — UTC+2. Загальна площа села — 2,303 км².
Село розташоване у східній частині Донбасу за 7 км від села Пархоменко. Через село протікає річка Сіверський Донець.

## Історія
У XVIII ст. на поблизу сучасного села у балках Кружилка, Довга, Морозова та Крута над Донцем існували зимівники запорозьких козаків, які відносилися до Кальміуської паланки Війська Запорозького низового.
За даними на 1859 рік у казенному селі Новобожедарівка (Кружилка) Слов'яносербського повіту Катеринославської губернії мешкало 1209 осіб (278 чоловіки та 297 жінок), налічувалось 78 дворових  господарств, існували православна церква, завод та переправа через річку Сіверський Донець.
Станом на 1886 рік в селі Макарово-Ярської волості мешкало 489 осіб, налічувалось 90 дворів, існували православна церква та лавка, відбувався 2 ярмарки на рік.
12 червня 2020 року, відповідно до Розпорядження Кабінету Міністрів України № 717-р «Про визначення адміністративних центрів та затвердження територій територіальних громад Луганської області», увійшло до складу Сорокинської міської громади.
17 липня 2020 року, в результаті адміністративно-територіальної реформи та ліквідації  Сорокинського району, увійшло до складу новоутвореного Довжанського району.

## Населення
За даними перепису 2001 року населення села становило 199 осіб, з них 51,26% зазначили рідною мову українську, 47,74% — російську, а 1% — іншу.

## Визначні пам'ятки
У селі розташована старовина споруда — Свято-Нікольський Храм. Мешканці кажуть, що йому більш ніж 300 років.
Багато років тому почали реставрацію споруди, але робота зупинилась — на даху знайшли застряглий снаряд, що не розірвався.

## Відомі мешканці
З трьох років разом з батьками у селі Божедаровка жив майбутній поет М. Ф. Чернявський, де його батько був священиком. Вчився Микола в сусідній Мітякинській станиці. Далі доля його склалася так, що сім'я Чернявських виїхала з нашого краю, але забути його поет так і не зміг. Про наші річки, степ, ліс, крейдяні білі гори, «де бувало хлопцем тут сидів», де «все той же краєвид широкий» писав Микола Федорович все своє життя.